# Anna Brewster
Anna Brewster (* 1. Januar 1986 in Birmingham, England) ist eine britische Schauspielerin und Model.

## Leben
Nach ihrem Studium an der Birmingham School of Acting hatte sie im 2002 erschienenen Film Anita and Me gleich die Hauptrolle der Anita inne. 2005 war sie in Lady Henderson präsentiert in einer Nebenrolle zu sehen. 2007 hatte sie in zwei Episoden der TV-Serie Die Tudors Auftritte. Im selben Jahr gehörte sie mit ihrer Rolle der Kate Ryman zum Hauptcast der Mini-Serie Nearly Famous.
Seit 2007 ist sie auch als Fotomodel tätig, unter anderen für die Vogue.
2010 hatte sie ebenfalls eine Hauptrolle in der TV-Serie Material Girl. 2011 wirkte sie in einer Episode der TV-Serie Luther mit. 2013 durfte sie in der erfolgreichen TV-Serie Silent Witness in zwei zusammenhängenden Episoden die Rolle der Deana Collier verkörpern. Zwischen 2015 und 2018 wirkte sie in allen drei Staffeln der Serie Versailles mit, in der sie die historische Rolle der Madame de Montespan mimte. Im selben Jahr war sie in einer Nebenrolle in Star Wars: Das Erwachen der Macht zu sehen.

## Filmografie
- 2002: Anita and Me
- 2005: Lady Henderson präsentiert (Mrs. Henderson Presents)
- 2007: Die Tudors (The Tudors, Fernsehserie, 2 Episoden)
- 2007: Katy Brand’s Big Ass Show (Fernsehserie, Episode 2x04)
- 2007: Nearly Famous (Fernsehserie, 6 Episoden)
- 2009: The Royal (Fernsehserie, Episode 8x05)
- 2010: The Reeds – die Tödlichen! (The Reeds)
- 2010: Material Girl (Fernsehserie, 6 Episoden)
- 2011: Archæology (Kurzfilm)
- 2011: Luther (Fernsehserie, Episode 2x01)
- 2012: Volume (Kurzfilm)
- 2012: Me and Mrs Jones (Fernsehserie, Episode 1x04)
- 2013: Silent Witness (Fernsehserie, 2 Episoden)
- 2014: Only Human (Fernsehfilm)
- 2015–2018: Versailles (Fernsehserie, 21 Episoden)
- 2015: Star Wars: Das Erwachen der Macht (Star Wars: The Force Awakens)
- 2018: L'Ariel (Kurzfilm)
- 2019: Hurt by Paradise
- 2020: Lola (Kurzfilm)
- 2020: The Last Days of American Crime
- 2020: LX 2048 (001LithiumX)
- 2021: Anne Boleyn (Fernsehserie, 3 Episoden)
- 2022: El Presidente (Fernsehserie, 7 Episoden)